# Delphinium aemulans
Delphinium aemulans är en ranunkelväxtart som beskrevs av Sergej Arsenjevitj Nevskij. Delphinium aemulans ingår i släktet storriddarsporrar, och familjen ranunkelväxter. Utöver nominatformen finns också underarten D. a. altaicum.